# Enkelejda Shehu
Enkelejda Shehu (Tirana, 23 gennaio 1969) è una tiratrice a segno albanese naturalizzata statunitense, ha rappresentato gli Stati Uniti ai Giochi olimpici di Rio de Janeiro 2016.
In passato ha rappresentato l'Albania ai  Giochi olimpici di Barcellona 1992 e  Giochi olimpici di Atlanta 1996.